# 북대서양 해류

북대서양 해류는 북대서양 아한대 극환류의 첫 번째 구간이다.

북대서양 해류(北大西洋 海流, North Atlantic Current)는 북대서양 환류의 일부분인 해류이다. 멕시코 만류가 그랜드뱅크스를 출발하여 북대서양까지 흐르면서 형성된다. 이러한 북대서양 해류는 대서양의 동안을 따라 남하하는 카나리아 해류 또는 북쪽에 위치한 북극권을 따라 노르웨이해로 흘러들어가는 노르웨이 해류가 된다.

## 같이 보기
- 환류 (해양학)
- 물리해양학
- 북대서양 환류